# عبد الفتاح بوخريص
عبد الفتاح بوخريص (بالإنجليزية: Abdelfettah Boukhriss)؛ (مواليد 22 أكتوبر 1986) في الرباط، هو لاعب كرة قدم مغربي سابق لعب لأندية الفتح الرباطي والرجاء الرياضي وستاندارد لييج البلجيكي كمدافع.

## الإنجازات
- الدوري المغربي الممتاز : 2012–13
- كأس العرش : 2009–10، 2011–12، 2013–14
- كأس الكونفيدرالية الإفريقية : 2010
- كأس بلجيكا : 2010–11

## روابط خارجية
- عبد الفتاح بوخريص على موقع قاعدة بيانات كرة القدم.إي يو (الإنجليزية)
- عبد الفتاح بوخريص على موقع ناشيونال فوتبول تيمز (الإنجليزية)